# 효강장황후
효강장황후 퉁갸씨(孝康章皇后 佟佳氏, 만주어: ᡥᡳᠶᠣᠣᡧᡠᠩᡤᠠ
ᠨᡝᠰᡠᡴᡝᠨ
ᡝᠯᡩᡝᠮᠪᡠᡥᡝ
ᡥᡡᠸᠠᠩᡥᡝᠣ Hiyoošngga Memgiyen Eldembuhe Hūwangheo, 숭덕(崇德) 5년 2월
8일(1640년 2월 29일) ~ 강희(康熙) 2년 2월 11일(1663년 3월 20일))는 청 제국의 제3대 황제 순치제(順治帝)의 세 번째 황후(추존황후)이며 후에 순치제의 뒤를 이어 황위에 오르는 강희제(康熙帝)의 생모이다. 아버지는 도통 동도라(佟圖賴)이다.
본래 성씨는 퉁(Tung)씨로, 이것은 한족의 동 씨(佟氏)에 뿌리를 둔다. 그들은 본래 요동 동씨로 일족은 1645년, 장강 유역에서 청군의 포로가 되었고, 한군 정람기(正藍旗)에 예속했으나, 효강장황후의 동생인 동국강과 그의 일부친척들은 1688년, 만주 양황기(鑲黃旗)로 이적하여 만주족 퉁갸씨로 성을 갈게 되었다.

## 생애
아버지 동도라는 누르하치가 거병할 당시 누르하치의 편에서 명나라와 싸웠고 누르하치의 정실 부인인 원비(元妃) 역시 동가씨 출신이어서 동가씨는 홍타이지 때 팔기군의 8개의 최고 가문 중 하나가 된다. 명문가에서 태어난 그녀는 순치제 초기에 들어가 서비(庶妃)의 작위를 받고 동비(佟妃)라 불리고 자금성의 경인궁(景仁宮)을 거처로 삼았으며 1654년(순치 11년) 제3황자 현엽(玄燁)이 태어나자 강비(康妃)로 높여졌다. 그러나 강비 동가씨는 낭군인 순치제의 사랑을 얻으려는 것보다는 자식인 현엽을 황태자로 삼아 황제로 만들려는 야심을 은근히 가지고 있었다. 또한 당시 승건궁(承乾宮)의 현비(賢妃) 동악씨와 대립구도를 형성하였다. 1660년(순치 17년) 말엽, 동악씨는 천연두로 죽고 그 이듬해인 1661년(순치 18년)에 순치제 역시 천연두로 붕어하였다.
순치제의 유조에 따라 이미 황태자로 책봉되어 있던 제3황자 현엽은 8살의 나이에 황제로 오르니 이가 강희제이고 강비 동가씨는 황태후가 되어 자화황태후(慈和皇太后)로 불리었다. 그러나 원래 몸이 허약하던 그녀는 강희제가 즉위한 지 4개월 뒤부터 시름시름 앓았고 2년 뒤인 1663년(강희 2년), 동가씨는 24살의 젊은 나이로 붕어하였다.
그녀의 남동생 동국유(佟國維)는 훗날 강희제 아래에서 영시위내대신이라는 조정의 최고 관직까지 오르며 그녀의 조카딸이자 동국유의 딸인 효의인황후(孝懿仁皇后)는 강희제의 세 번째 황후가 된다.

## 존호, 시호
존호는 자화황태후(慈和皇太后)이다.
사후 시호는 효강자화장의공혜숭천육성장황후(孝康慈和莊懿恭惠崇天育聖章皇后)이며, 1722년(강희 61년)에 온목(溫穆), 1735년(옹정 13년)에 단정(端靖)이 추가되었다. 최종 시호는 효강자화장의공혜온목단정숭천육성장황후(孝康慈和莊懿恭惠溫穆端靖崇天育聖章皇后)이다.

## 가족 관계
- 아버지 : 근양공 동도뢰(勤襄公 佟圖賴)
- 어머니 : 애신각라씨(愛新覺羅氏)
  - 남동생 : 동국강(佟國綱, ? - 1690)
  - 남동생 : 동국유(佟國維, ? - 1719)
    - 조카 : 효의인황후 동가씨(孝懿仁皇后 佟佳氏, 1656 - 1689)
    - 조카 : 각혜황귀비 동가씨(慤惠皇貴妃 佟佳氏, 1668 - 1743)
    - 조카 : 퉁기야 롱코도
- 남편 : 청나라 제3대 황제 순치제(順治帝, 1638 - 1661, 재위 1644 - 1661)
  - 3남 : 성조 강희인황제(聖祖 康熙仁皇帝, 1654 - 1722 재위 1661 - 1722)

## 같이 보기
- 입팔분공